# Парламентские выборы в Антигуа и Барбуде (1999)
Парламентские выборы в Антигуа и Барбуде проходили 9 марта 1999 года для избрания членов Палаты представителей парламента Антигуа и Барбуды. В результате победила правящая Лейбористская партия. Лестер Бёрд был переизбран премьер-министром Антигуа и Барбуды. Явка избирателей составила 63,6 %. 
Результаты были очень близкими, Объединённая прогрессивная партия потеряла пять мест с с суммарной разницей всего в 554 голоса и, по некоторым оценкам, если бы выборы были более свободными (правительство контролировало почти все газеты, а также теле- и радиостанции), оппозиция могла бы выиграть большинство. Лидер оппозиции Болдуин Спенсер раскритиковал проведение и справедливость выборов и начал голодовку в знак протеста против недостатков в системе. В ответ правительство учредило в 2001 году независимую Избирательную комиссию Антигуа и Барбуды.

## Результаты
| Партия                                | Партия                                | Голоса | %     | Места | +/-   |
| ------------------------------------- | ------------------------------------- | ------ | ----- | ----- | ----- |
|                                       | Лейбористская партия                  | 17 521 | 52,94 | 12    | +1    |
|                                       | Объединённая прогрессивная партия     | 14 713 | 44,45 | 4     | −1    |
|                                       | Народное движение Барбуды             | 418    | 1,26  | 1     | 0     |
|                                       | Антигуанская партия свободы           | 57     | 0,17  | 0     | новая |
|                                       | Национальное движение за перемены     | 33     | 0,10  | 0     | новая |
|                                       | Независимые                           | 355    | 1,07  | 0     | 0     |
| Всего                                 | Всего                                 | 33 097 | 100   | 17    | 0     |
| Действительных бюллетеней             | Действительных бюллетеней             | 33 097 | 99,33 | -     | -     |
| Недействительных/пустых бюллетеней    | Недействительных/пустых бюллетеней    | 223    | 0,67  | -     | -     |
| Всего голосов                         | Всего голосов                         | 33 320 | 100   | -     | -     |
| Зарегистрированных избирателей / Явка | Зарегистрированных избирателей / Явка | 52 385 | 63,61 | -     | -     |
| Источники: Nohlen                     |                                       |        |       |       |       |